# دیپلماسی فرهنگی
دیپلماسی فرهنگی نوعی دیپلماسی عمومی و قدرت نرم است که شامل تبادل اندیشه‌ها، اطلاعات، هنر، زبان و سایر جنبه‌های فرهنگی میان کشورها و مردم آنان به منظور تقویت درک متقابل است. هدف دیپلماسی فرهنگی این است که درک درستی از آرمان‌ها و رسم و رسوم مردم یک کشور خارجی به دست بیاورد تا بر مبنای آن اهداف اقتصادی و سیاسی، در سطح گسترده‌ای به ثمر نشیند. در اصل، دیپلماسی فرهنگِ باطن یک ملت را آشکار می‌کند که باعث افزایش میزان نفوذ پذیری آن می شود. اگرچه معمولا دیپلماسی فرهنگی جدی گرفته نمی‌شود اما می‌تواند نقش موثری در دستیابی به سطوح بالای امنیت ملی داشته باشد.

## تعریف
فرهنگ ، مجموعه‌ای از ارزش‌ها و اعمالی است که به یک جامعه معنا می‌بخشد. مفهوم فرهنگ دربرگیرنده فرهنگ فاخر (ادبیات، هنر و تحصیلاتی که مورد پسند نخبگان می باشد) و فرهنگ عامه (موضوعات مورد پسند اکثریت جامعه) است. شناخت فرهنگ یک ملت، همان چیزی است که دولت‌ها در هنگام ورود به دیپلماسی فرهنگی برای جذب مخاطبان خارجی نیاز دارند. این رویکرد، نوعی قدرت نرم است که در واقع «توانایی به ثمر رساندن اهداف از طریق ایجاد جاذبه به جای ایجاد اجبار یا پرداخت هزینه» می‌باشد. این جاذبه «بر مبنای کِشِش‌های فرهنگی، آرمان‌های سیاسی و همچنین رسم و رسوم یک کشور» پدید می‌آید. دیپلماسی فرهنگی، توانایی جذب مخاطبان خارجی از طریق ارزش‌های فرهنگی را دارا می باشد. در واقع دیپلماسی فرهنگی از زیرشاخه‌های دیپلماسی عمومی به حساب می آید. دیپلماسی عمومی حوزۀ بزرگتری را دربرمی‌گیرد. دیپلماسی عمومی یک جامعه و متعلقات آن (که فرهنگ یکی از این متعلقات است) را برای تحت تأثیر قرار دادن افکار عمومی دیگر کشورها به جهان معرفی کرده و همزمان به «تقویت و تبلیغ آن جامعه و فرهنگ در مقیاس وسیعی در جهان» می‌پردازد. می‌توان گفت که «دیپلماسی عمومی تنها زمانی کاملاً مؤثر است که از قبل شرایط پذیرش اطلاعات ارایه شده در کشورهای مقصد فراهم شده‌ باشد؛ لذا با شناخت فرهنگ دیگر کشورها، راه‌های تأثیرگذاری بر آ« آشکار می‌شود.» دیپلماسی فرهنگی را «عنصر حیاتی دیپلماسی عمومی» نامیده‌اند، زیرا فعالیت‌های فرهنگی طرز فکر ملت‌ها را به بهترین شکل نشان می‌دهد.
ریچارد تی. ارنث، کارشناس سابق دیپلماسی فرهنگی در وزارت امور خارجه ایالات متحده آمریکا، می‌گوید: «در شرایط عادی، روابط فرهنگی بدون دخالت دولت‌ها و به‌طور طبیعی گسترش پیدا می‌کند. از جمله: مبادلات تجاری، فعالیت‌های گردشگری، جریان‌های دانشجویی، رد و بدل اطلاعات، انتشار کتب، مهاجرت، تعاملات رسانه‌ای، ازدواج‌های بین نژادی و میلیون‌ها پیوند میان فرهنگیِ دیگر که روزانه رخ می‌دهد. می‌توان گفت که دیپلماسی فرهنگی تنها زمانی نمایان می‌شود که دیپلمات‌های رسمی یک کشور، تلاش کنند این جریان طبیعی را برای پیشبرد منافع ملی خودشان تغییر داده و هدایت کنند.» لذا همان‌طور که اشاره شد، دیپلماسی فرهنگی فعالیتی است که دولت‌ها درگیر آن هستند. بخش خصوصی در این روند نقش بسیار مهمی ایفا می‌کند، زیرا دولت‌ها در فرهنگ‌سازی و رشد طبیعی آن نقشی ندارند. دولت‌ها تنها می‌توانند مولفه‌های فرهنگی را برای ایجاد جاذبه به جهانیان معرفی کرده و از تأثیرات آن را برای پیشبُرد سیاست‌ها و منافع ملی خود به ورطه ظهور رسانند. از طریق دیپلماسی فرهنگی و با بهره‌گیری از منابع فرهنگی و دستاوردهای آن، دولت‌ها خود را در عرصه جهانی معرفی کرده و این گونه سعی در مدیریت محیط بین‌المللی دارند. یکی از جنبه‌های مهم دیپلماسی فرهنگی این است که یک تبادل دو طرفه را بنیان گردد. هدف از این تبادل دو طرفه، تقویت درک متقابل و در نتیجه آن تحت تأثیر قرار دادن و نفوذ در کشور مقصد است. در عین حال دیپلماسی فرهنگی از مقامات و مولفه‌های فرهنگی اعتبار پیدا کرده و صورتی موجه به خود می‌گیرد، نه از طریق نهادهای دولتی. در برخی از دیدگاه ها دیپلماسی فرهنگی به عنوان یک سلاح خاموش و با روش‌های غیرخشونت‌آمیز برای به دست آوردن کنترل ملت‌های دیگر به کار برده شده‌است.  

## هدف
در نهایت، هدف دیپلماسی فرهنگی نفوذ کردن در مخاطبان خارجی و تحت تأثیر قرار دادن آنان است. دیپلماسی فرهنگی با تأثیرگذاری و نفوذ در کشورهای دیگر از طریق تبادلات فرهنگی درازمدت، بستری را برای جلب حمایت دوستانۀ خارجیان در مورد سیاست‌های مدنظر فراهم می‌کند. دیپلماسی فرهنگی با مهار عناصر فرهنگی، کشورهای دیگر را به پذیرش موارد ذیل ترغیب می‌کند:
- نگرش مثبت نسبت به مردم، فرهنگ و سیاست‌های کشور مبدأ
- وادار کردن کشور مقصد به همکاری بیشتر با کشور مبدأ
- آسان کردن تغییر در خط‌مشی‌ها یا محیط سیاسی کشور مقصد
- پیشگیری، مدیریت و کاهش تعارضات با کشور مقصد

از طرفی دیپلماسی فرهنگی  هم 
می‌تواند به یک کشور کمک کند تا به درک بهتری از کشور خارجی‌ای که با آن درگیر است برسد که این می‌تواند تفاهم دوجانبه را تقویت کند. دیپلماسی فرهنگی می‌تواند روشی برای برقراری روابط بین‌الملل باشد که در آن هیچ‌ یک از معضلاتی که در دیپلماسی سنتی معمولاً انتظار می‌رود، پیش نیاید. برنامه‌های تبادل فرهنگی به‌عنوان واسطه‌ای برای ایجاد نگرشی مطلوب، نسبت به یک کشور خارجی عمل می‌کنند. هدف از این برنامه‌ها، جلب موافقت و تأیید دیگر کشورها نسبت به اقدامات فرهنگی و پذیرفته شدن هنجارهای اجتماعی یک فرهنگ توسط فرهنگ‌های دیگر است.
به‌طور کلی در دیپلماسی فرهنگی به طرح‌های بلندمدت فرهنگی بیشتر توجه شده و موضوعات سیاستی خاص مدنظر نیستند. هدف دیپلماسی فرهنگی، ایجاد نفوذ در درازمدت است تا زمانی که به آن نیاز شد با درگیر کردن مستقیم افراد بتوان از آن بهره بُرد. این نفوذ، پیامدهایی از تأثیر بر امنیت ملی تا افزایش فرصت‌های تجاری و فعالیت‌های گردشگری را دربردارد. دیپلماسی فرهنگی به دولت‌ها اجازه می‌دهد تا بستری خنثی «بر پایه اعتماد» و درک متقابل ایجاد کنند تا ملت‌های مختلف بتوانند با همدیگر پیوند برقرار کنند. یکی دیگر از ویژگی‌های منحصر به فرد و مهم دیپلماسی فرهنگی، توانایی آن در دستیابی به جوانان، غیر نخبگان و سایر مخاطبانی است که به شکل عادی در دسترس سفارت نیستند. به‌طور خلاصه، دیپلماسی فرهنگی بذر آرمان‌ها، ایده‌ها، استدلال‌های سیاسی، ادراکات معنوی و دیدگاهی کلی از جهان را در دل ملت‌های دیگر می‌کارد که ممکن است شکوفا شود یا نشود. به‌طور مثال، ایدئولوژی‌ها و افکاری که توسط دیپلماسی فرهنگی در مورد ارزش‌های مورد پسند مردم آمریکا تبلیغ و منتشر می‌شوند، به کسانی که به دنبال زندگی بهتر هستند، این امکان را می‌دهد تا به جهان غرب روی بیاورند، جایی که شادی و آزادی به عنوان اهداف مطلوب و دست یافتنی به تصویر کشیده می‌شود.

## تأثیر بر امنیت ملی
دیپلماسی فرهنگی در درجه اول نشان دهنده قدرت ملی است، زیرا همه جنبه‌های فرهنگی یک کشور، از جمله ثروت، پیشرفت‌های علمی و تکنولوژیکی، برتری در همه زمینه‌ها از ورزش و صنعت گرفته تا قدرت نظامی و در کل اُبُهَت یک ملت را به مخاطبان خارجی نشان می‌دهد. قطعاً احساس اُبُهَت داشتن، یک ملت را در تضمین امنیت تواناتر می‌کند. علاوه بر این‌ها، دیپلماسی فرهنگی مباحث سیاسی و ایدئولوژیک را نیز دربرگرفته و با دفاع از آرمان‌های یک ملت و متقاعدسازی دیگر ملت‌ها نسبت به آن، می‌تواند به عنوان ابزاری برای جنگ سیاسی مورد استفاده قرار گیرد و برای رسیدن به اهداف چالش‌برانگیز بدون وقوع جنگ مفید باشد. از یک فعال سیاسی چینی نقل شده‌است که «ما فیلم‌های هالیوودی زیادی دیده‌ایم – در این فیلم‌ها سکانس‌هایی از مراسم عروسی، تشییع جنازه و دادگاه رفتن آمده‌است؛ بنابراین ما فکر می‌کنیم که این طبیعی است که چند بار در طول زندگی خود به دادگاه برویم.». فیلم‌های هالیوودی نمونه‌ای از صادرات فرهنگی است که احتمالاً تأثیر ظریفی بر سیستم حقوقی چین گذاشته، که در نهایت می‌تواند به نفع ایالات متحده یا هر کشور دیگری باشد که مایل به دیدن چینی دموکراتیک‌تر است.
دیپلماسی فرهنگی، انقلابی اطلاعاتی در جهان به راه انداخته که به‌طور فزاینده‌ای ملت‌ها را از ارزش‌ها و انگیزه‌های یکدیگر باخبر می‌سازد. این گردش اطلاعات می‌تواند بستری برای موفقیت یا عدم موفقیت سیاست‌هایی باشد که در جهت تأمین اهداف امنیت ملی توسط دولت‌ها به کار گرفته می‌شود. دولت‌ها برای پیروزی در نبردهای اطلاعاتی و خبری به منظور تعریف یک وجهه قابل قبول از اقدامات خود در چشم مردم جهان، به شدت با هم در رقابت و کشمکش هستند تا بتوانند تحولات مهم بین‌المللی را به نفع خود دستکاری کنند. اگر اقدامات یک دولت در خارج از کشور آن گونه که مدنظر بوده، نمایش داده نشده و تفسیر نشود، می‌توان گفت آن اقدامات بیهوده بوده‌اند. دیپلماسی فرهنگی می‌تواند محیطی ایجاد کند که در آن یک کشور با وجههٔ خوبی شناخته شود، که این به نوبه خود اقدامات آن کشور را نیز سازنده و مفید نشان می‌دهد.
اغلب افراد مشارکت کننده در دیپلماسی فرهنگی، دیدگاه بهتری نسبت به نگرش‌های فکری و فرهنگی اقوام خارجی دارند تا کارمندان رسمی سفارت. این امر می‌تواند به درک بهتر نیات و توانایی‌های اقوام خارجی منجر شود. شناخت هر چه بیشتر یک ملت خارجی از طریق دیپلماسی فرهنگی، می‌تواند سوء تفاهمات ناشی از تبلیغات خصمانه مخالفان را برطرف سازد و چالش‌های مغرضانه ناشی از سوء استفاده از اطلاعات فرهنگی در دسترس آن ملت را خنثی کند.

## ابزارها و مثال‌ها
دیپلماسی فرهنگی همواره می‌تواند از تمام جوانب فرهنگ یک ملت بهره‌برداری نموده و بستر تبادل را برپا کند. از جمله:
- هنرهایی از جمله فیلم، رقص، موسیقی، نقاشی، مجسمه‌سازی و غیره
- نمایشگاه‌هایی که پتانسیل نمایش موضوعات متعدد فرهنگی را دارا باشند
- بسترهای آموزشی مانند دانشگاه‌ها و برنامه‌های آموزش زبان در خارج از کشور
- مبادلات علمی، هنری، آموزشی و غیره
- ادبیات و ایجاد کتابخانه در خارج از کشور و ترجمه آثار محبوب و ملی
- پخش اخبار و انتشار برنامه‌های فرهنگی
- اعطای هدایا به ملت‌های دیگر که نشان دهنده ارادت و احترام است
- دیپلماسی مذهبی، از جمله گفتگوی بین ادیان
- ترویج و تبیین اندیشه‌ها و خط‌مشی‌های اجتماعی

همه این ابزارها به دنبال رساندن درک درستی از فرهنگ یک ملت به مخاطبان خارجی هستند. این ابزارها زمانی بهترین تأثیر را دارند که متناسب با فهم مخاطب خارجی مدنظر بهینه شوند که این خود مستلزم رسیدن به درک درستی از آن مخاطب است. این ابزارها را می‌توان از طریق سازمان‌های غیردولتی، گروه‌های اعتقادی و احزاب سیاسی در خارج از کشور مورد استفاده قرار داد تا به ارتباط ملت‌ها با هم و افزایش درک متقابل آنها کمک کرد. این ابزارها عموماً توسط دولت‌ها ایجاد نمی‌شوند، بلکه در بستر فرهنگ شکل می‌گیرند و سپس دولت‌ها پیاده‌سازی و اجرای آن‌ها را در خارج از کشور برای مخاطبان خارجی تسهیل می‌کنند تا بتوانند از طریق آنها تأثیر مدنظر را القا کنند.

### هنر

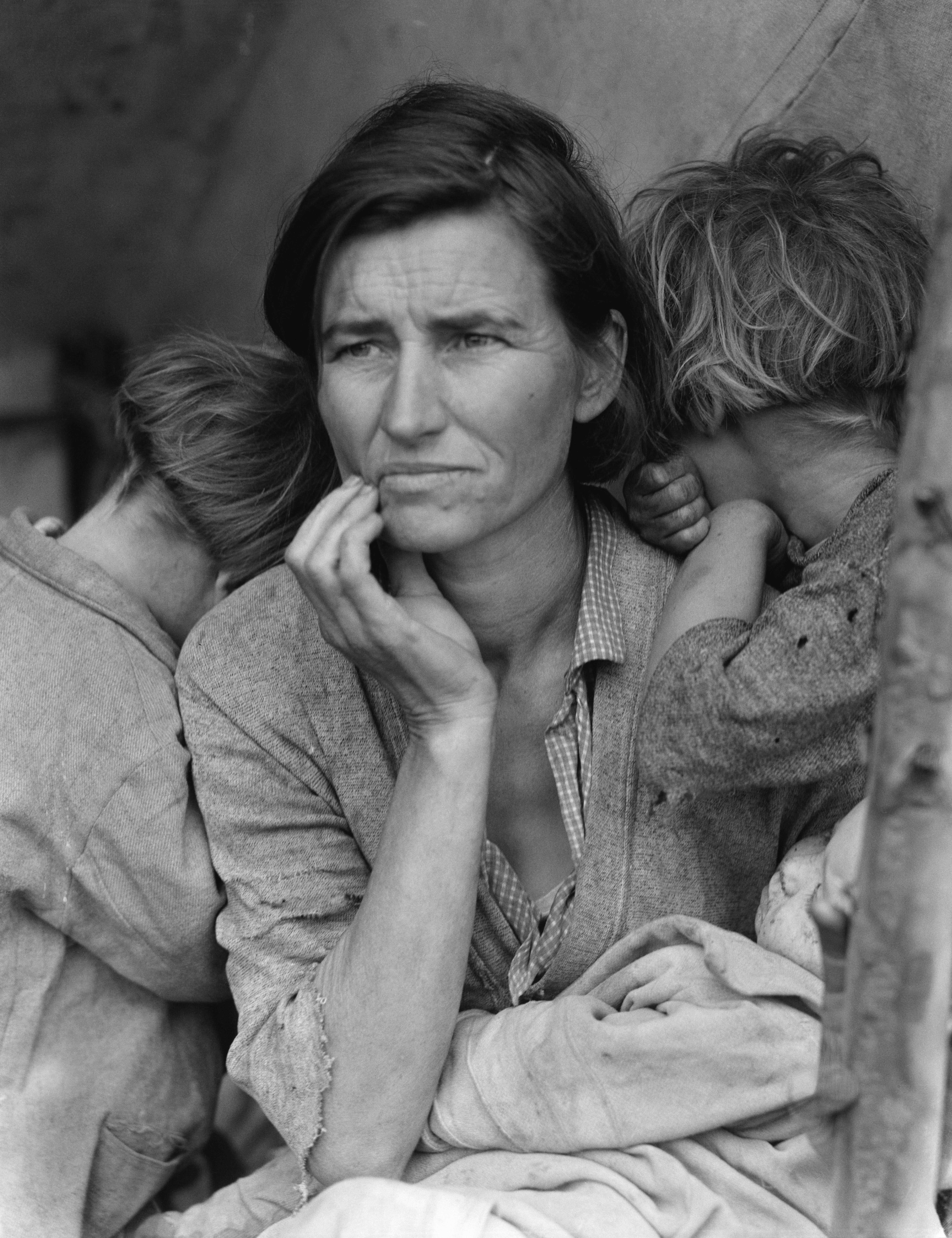
مادر مهاجر، نگاره‌ای در بیان رکود بزرگ، اثر دوروتیا لنگ، ۱۹۳۶ میلادی.

در این مورد، دولت‌ها با مدنظر قرار دادن جریان فکری ناشی از آثار هنری مانند نقاشی‌ها، عکس‌ها و غیره، به ترویج ایدئولوژی خود به صورت ضمنی می‌پردازند. در این روش با استفاده از قدرت نرم دیپلماسی فرهنگی، دولت‌ها با حمایت از یک سری آثار به هم مرتبط هنری (به ویژه عکس و نقاشی) سعی در القای مورد خاصی در افکار عمومی دارند.

### نمایشگاه‌ها
نمایشگاه‌ها اغلب در طول جنگ سرد برای نشان دادن برتری فرهنگی و به رخ کشیدن پیشرفت‌ها توسط ایالات متحده و اتحاد جماهیر شوروی مورد استفاده قرار می‌گرفتند. این نوع نمایشگاه‌ها که توسط دولت‌ها حمایت می‌شوند، به صورتی غیر تهدیدآمیز و حتی دوستانه به ارایۀ اغراق‌آمیز فرهنگ و سبک زندگی یک ملت می‌پردازند تا به‌طور ضمنی وجههٔ فرهنگی و سیاسی ملت‌های دیگر را تضعیف و اقدامات آنان را در عرصه بین‌الملل بی‌اثر نمایند.

### تبادل شهروندان

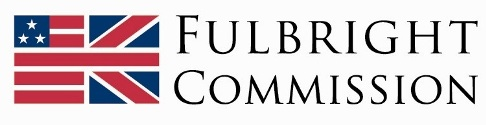
نماد برنامه فولبرایت آمریکا-انگلیس

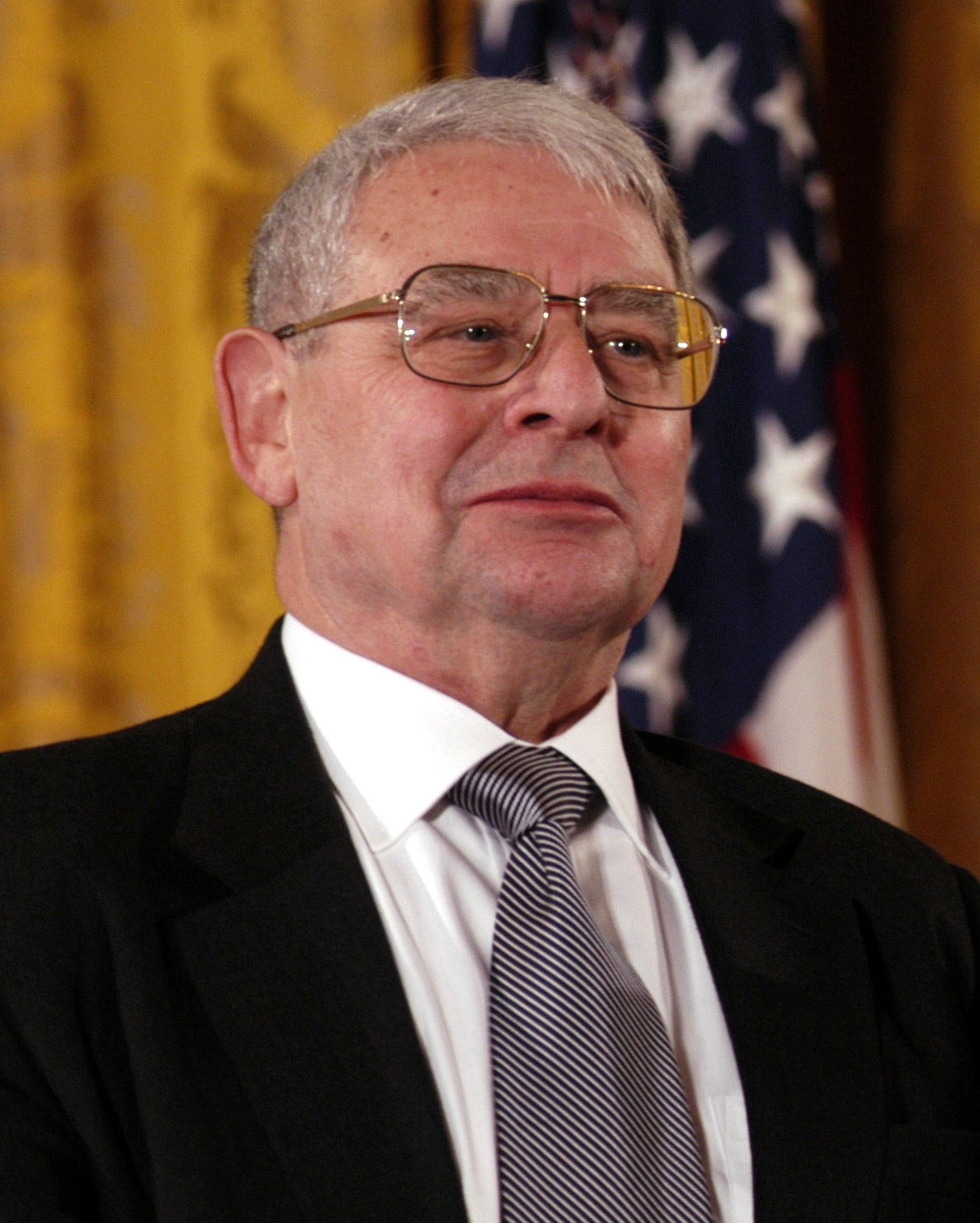
ریکاردو جیاکونی، یک نابغه در عرصه اخترشناسی پرتو ایکس که از طریق برنامه فولبرایت شهروند آمریکا شده بود.

مبادله شهروندان (اغلب به شکل بورسیه دانشجو، پژوهشگر و استادان دانشگاه) دو فایده عمده دارد: نوعی نیت سیاسی در پس این مبادله‌ها نهفته‌است و نتیجه آن تأثیری خاص در امور سیاسی خواهد داشت. هدف از مبادله‌ها این است که شبکه‌ای از افراد با نفوذ در خارج از کشور ایجاد کند. افراد مبادله شده به عنوان پیوندی بین دو ملت در نظر گرفته می‌شوند و بسته به زمانی که در کشور میزبان سپری می‌کنند، می‌توانند آثار مفیدی از خود بر جای بگذارند. افراد مورد مبادله اغلب از میان جوانان هستند تا به کشور میزبان این فرصت داده شود که در سنین جوانی تأثیرپذیری مدنظر را ایجاد کند و از این طریق نزدیکی فرهنگی بیشتری حاصل شود.
برنامه فولبرایت، نمونه‌ای از برنامه‌های مبادله شهروندان است که ایالات متحده از سال ۱۹۴۶ میلادی به بعد هزاران نفر را از طریق آن بورسیه آموزشی کرد.

### تلویزیون، موسیقی و فیلم
سرگرمی‌های عامیانه یک ملت، هویت آنها را نشان می‌دهد. تلویزیون، موسیقی و فیلم به عنوان عوامل آشکارکننده فرهنگی می‌توانند پیام‌های مهمی را در مورد خصوصیات فردی، کالاهای مورد علاقه و سایر ارزش‌های یک ملت منتقل کنند. برای مثال، شهروندان شوروی که فیلم‌های آمریکایی را تماشا می‌کردند، متوجه شدند که آمریکایی‌ها اتومبیل شخصی خود را دارند، مجبور نیستند برای خرید غذا در صف‌های طولانی بایستند و در آپارتمان‌های مشترک زندگی نمی‌کنند. البته زمانی که این فیلم‌ها در هالیوود ساخته می‌شد، این گونه پیام‌های سیاسی مدنظر نبودند، اما به هر حال چنین تأثیراتی را دربرداشتند.
وزارت امور خارجه ایالات متحده آمریکا در طول جنگ جهانی دوم از طریق برنامه‌های فرهنگی شامل موسیقی جاز لاتین به عنوان یک ابزار مهم دیپلماتیک، برای حفظ وحدت و گسترش صلح بین دو قاره آمریکای شمالی و آمریکای جنوبی تلاش‌های مفید بسیاری انجام داد. در دوران پس از جنگ جهانی دوم نیز، ارتش ایالات متحده به اهمیت برنامه‌های فرهنگی از طریق موسیقی به عنوان یک ابزار دیپلماتیک ارزشمند در میان سرزمین‌های ویران اروپا توجه ویژه‌ای داشت (بین سال‌های ۱۹۵۲ تا ۱۹۶۲ میلادی).
با تشدید جنگ سرد بین ایالات متحده و اتحاد جماهیر شوروی در دهه ۱۹۵۰ میلادی، دولت آمریکا با استفاده از برنامه‌های تبادل فرهنگی به ترویج دستاوردهای فرهنگی آمریکایی در حوزه رقص، تئاتر و موسیقی در سراسر جهان پرداخت.
موسیقی جاز در طول جنگ سرد نقش مهمی در برقراری روابط سیاسی ایفا کرد. برخی جاز را به عنوان راهی برای مقابله با طرز تفکرهای تحمیل شده و معرفی سبکی جدید برای یک زندگی آزاد و خلاقانه معرفی می‌کنند. روزنامه نیویورک تایمز در نوامبر ۱۹۵۵، لویی آرمسترانگ (از مشهورترین موسیقی‌دانان جاز و از برجسته‌ترین ترومپتنوازان تاریخ موسیقی) را به عنوان مؤثرترین سفیر آمریکا معرفی کرد. کاری که دیپلمات‌های آمریکایی نتوانستند انجام دهند، آرمسترانگ با موسیقی جاز انجام داد. در این مقاله اشاره شده بود که موسیقی‌دانانی مانند آرمسترانگ، زبانی جهانی برای برقراری ارتباط بین ملت‌ها ایجاد کرده‌اند.
در دهه ۱۹۵۰ میلادی، گروه‌های موسیقی آمریکایی با اعضای بین نژادی خود توانسته بودند ورای موانع اجتماعی و زبانی با سایر ملت‌های جهان ارتباط برقرار کنند و تأثیرات مثبتی را برای وجهه جهانی ایالات متحده کسب کنند.

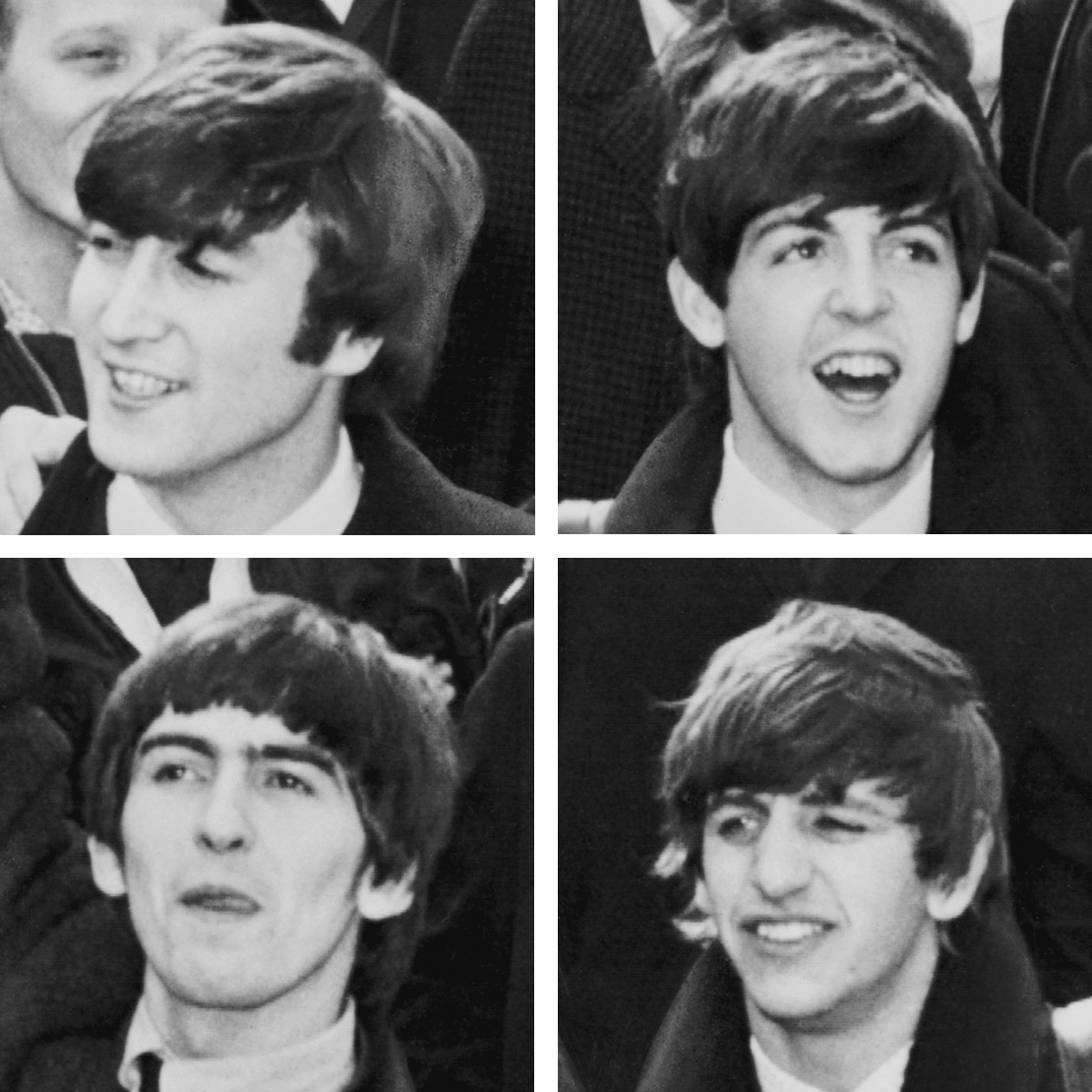
گروه موسیقی بیتلز.

تأثیر بیتلز (گروه موسیقی راک انگلیسی) در روسیه در طول جنگ سرد نمونه‌ای از این است که چگونه موزیسین‌ها و آثار آن‌ها می‌تواند تأثیرات سیاسی داشته باشد. در این دوران، موسیقی راک به عنوان یک شکل هنری مترقی و مدرن، ایده‌های لیبرال غربی را به چالش کشید. گروه بیتلز نماد فرهنگ غربی بود به گونه‌ای که ایده‌های جدیدی را معرفی می‌کرد. بسیاری معتقدند که گروه بیتلز در فروپاشی کمونیسم تأثیر داشته‌است. لذا گروه بیتلز با محبوبیتی که در اتحاد جماهیر شوروی کسب کرد و تأثیراتی که در آنجا گذاشت، نوعی دیپلمات فرهنگی به حساب می‌آید. موسیقی بیتلز ارتباط میان جوانان را تقویت کرد و مردم را با یک روحیهٔ مشترک فرهنگی به هم پیوند داد.

### برندسازی مکان

بِرَندسازی مکان: عاشق نیویورک هستم (I ❤ NY)، نماد مشهور و شعار رسمی ایالت نیویورک.

بِرَندسازی مکان به معنای تبلیغ شهرهای یک کشور با استفاده از تصاویر و نمادهای جذاب است. هدف آن القای پاسخ‌های عاطفی از سوی مخاطبان است تا در نتیجه رابطه معناداری بین فرد و آن مکان‌ها شکل بگیرد؛ لذا القای تصویری باشکوه از کشور در ذهن همگان، بخش مهمی از «سیاستهای استراتژیک دولت‌ها» شده‌است. برندسازی مکان «مجموعه افکار، احساسات، تداعی‌ها و انتظاراتی است که وقتی مخاطب یا طرفدار در معرض نام، لوگو، محصولات، خدمات، رویدادها یا هر طرح یا نماد مربوطی قرار می‌گیرد، به ذهن او می‌رسد». برندسازی مکان موجب می‌شود تا یک کشور در ذهن مردم برای سرمایه‌گذاری، گردشگری، برتری سیاسی و غیره قابل قبول باشد. همان‌طور که جوزف نای گفته‌است: «در عصر اطلاعات، اغلب یک داستان خوب است که طرف را برنده می‌کند»، که این منجر شده تا دولت‌ها از سبک قدیمی سیاسی خود به ایجاد برند و افزایش شهرت خودشان روی بیاورند. به‌طور خلاصه، یک کشور می‌تواند از فرهنگ خود برای ایجاد بِرَندی برای خود استفاده کند که نمایانگر ارزش‌های مثبت و تصویری موجه باشد.

### دیپلماسی موزه
دیپلماسی موزه زیرمجموعه‌ای از دیپلماسی فرهنگی است که به موزه‌ها و آثار فرهنگی به نمایش گذاشته شده در آنها مربوط می‌شود. در این نوع از دیپلماسی به ساخت موزه‌ها، حمایت از موزه‌ها، هدیه دادن آثار هنری و آثار باستانی و تأسیس نمایشگاه‌های سیار پرداخته می‌شود.
به عنوان مثال، کشور فرانسه آثار هنری و باستانی که در دوره استعمارگری خود از دیگر کشورها به غارت برده بود را به عنوان یک اقدام دیپلماتیک به آن کشورها بازگردانده و سعی در جلب حمایت و دوستی آن کشورها داشته‌است.

## پیچیدگی‌ها
هر دولتی که سعی در اجرای برنامه‌های دیپلماسی فرهنگی دارد، با چالش‌های منحصر به فردی روبرو می‌شود. طرز فکر و اندیشه‌ها و احساسات اکثر اقوام خارجی تحت کنترل دولت‌ها درنمی‌آید. دولت‌ها اغلب در تولید کتاب، موسیقی، فیلم، برنامه‌های تلویزیونی، محصولات مصرفی و غیره که به دست مخاطب می‌رسد، نقشی ندارند. بیشترین کاری که دولت‌ها می‌توانند انجام دهند این است که در این میان فرصت‌هایی را بیابند تا بتوانند پیام مدنظرشان را به مخاطبان انبوه خارج از کشور برسانند. برای ایجاد وابستگی فرهنگی در عصر جهانی شدن، یک دولت باید بر جریان‌های اطلاعاتی و فناوری‌های ارتباطی و از جمله مبادلات تجاری، کنترل داشته باشد. همچنین در بازارهای آزاد جهانی که در آنها کنترلی بر جریان‌های عمده اطلاعاتی وجود ندارد، فعالیت دولت‌ها از طریق دیپلماسی فرهنگی بسیار دشوار است. کاری که دولت‌ها می‌توانند انجام دهند این است که با استفاده از توافقات تجاری یا دسترسی به شبکه‌های مخابراتی خارجی، به فعالیت‌های مفید و تأثیرگذار فرهنگی مدنظرشان تداوم ببخشند.
همچنین ممکن است برخی از مقامات یک کشور خارجی در مقابل وارد شدن یک مقوله فرهنگی مقاومت کرده و با آن مخالفت داشته باشند، در حالی که مردم آن کشور به جذب آن بسیار مشتاق هستند. این امر می‌تواند به دست آوردن حمایت رسمی سیاستمداران یک کشور را دشوار کند. تبادلات فرهنگی می‌تواند برای مردم یک کشور هم جذاب و هم منفور جلوه کند. ممکن است برخی از عناصر یک فرهنگ برای مخاطب خارجی توهین‌آمیز به نظر برسد. برخی از تبادلات فرهنگی نیز می‌توانند اهداف مدنظر دولت را تضعیف کنند. نمونه‌ای از این امر مخالفت علنی مردم آمریکا با جنگ عراق بود در حالی که سیاست رسمی دولت آمریکا به حمایت از آن ایجاب می‌کرد. البته ممکن است آزادی در بیان این نوع اعتراضات، برخی از مخاطبان خارجی را به فضای باز سیاسی آمریکا جذب کرده باشد. سنجش میزان موفقیت دیپلماسی فرهنگی نیز دشوار است.

## نهادها و سازمان‌ها

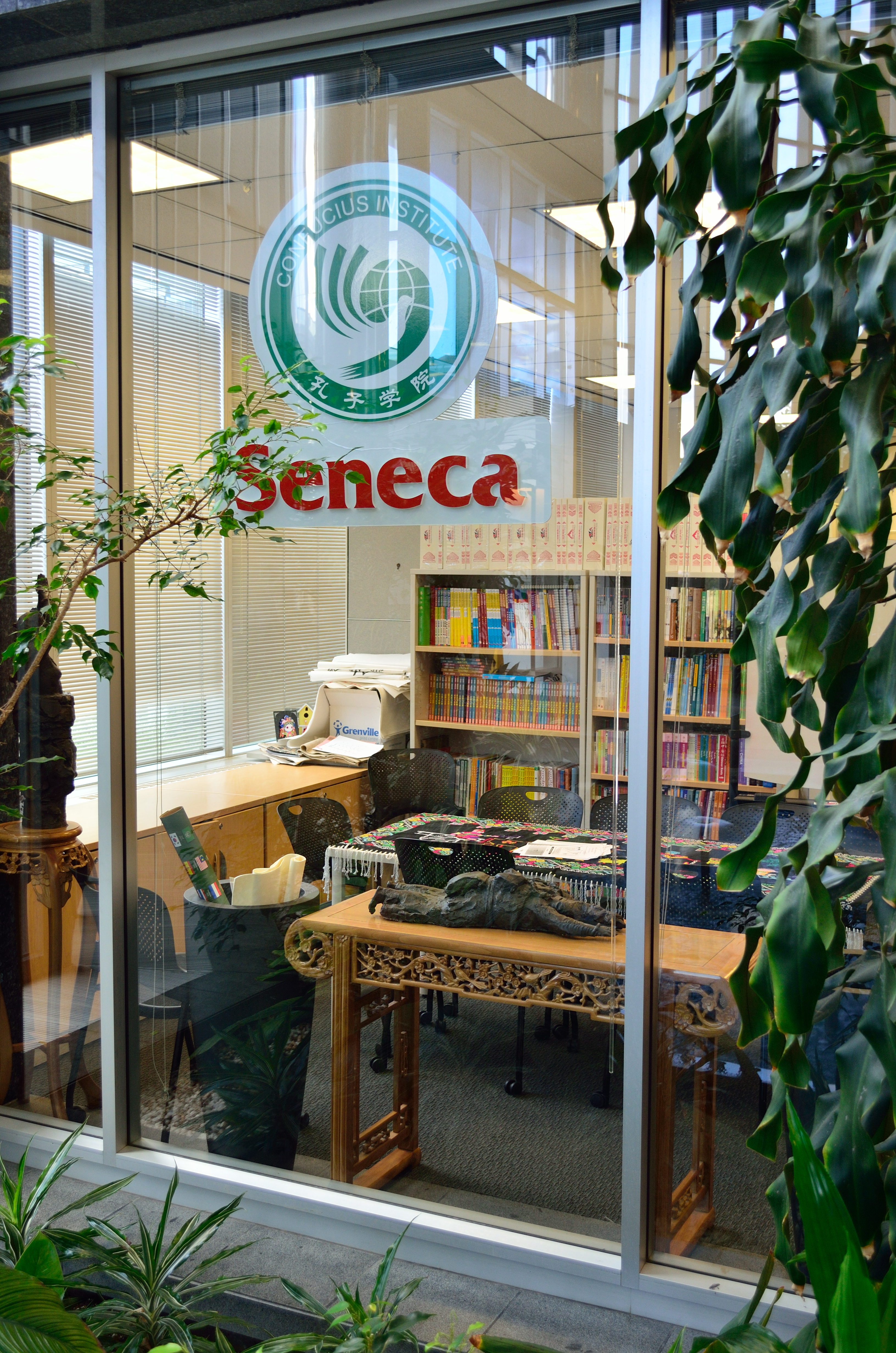
نهاد فرهنگی چین (موسسه کنفوسیوس) در دانشگاه سنکا در تورنتوی کانادا

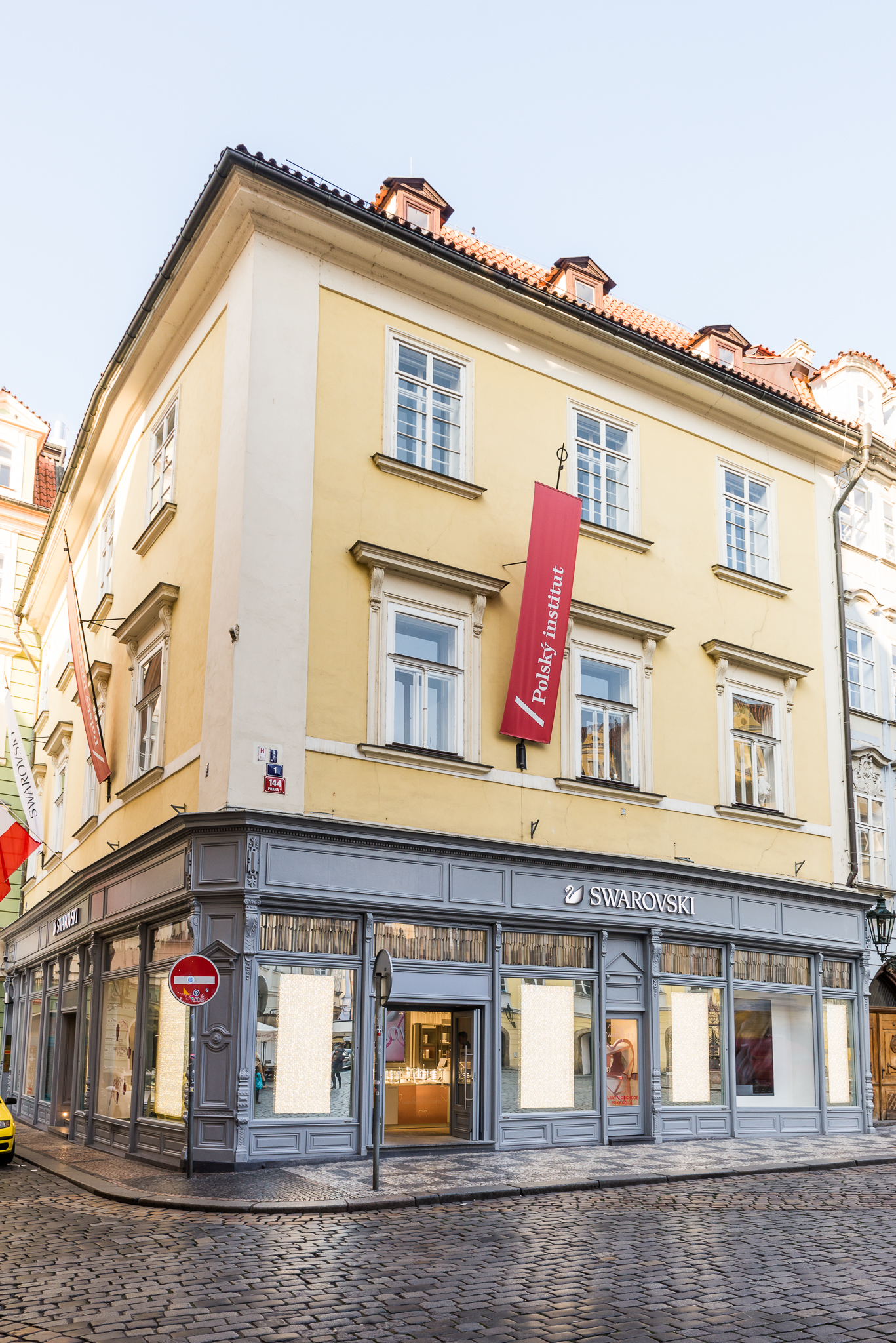
یکی از شعب بنیاد فرهنگی لهستان در شهر پراگ جمهوری چک

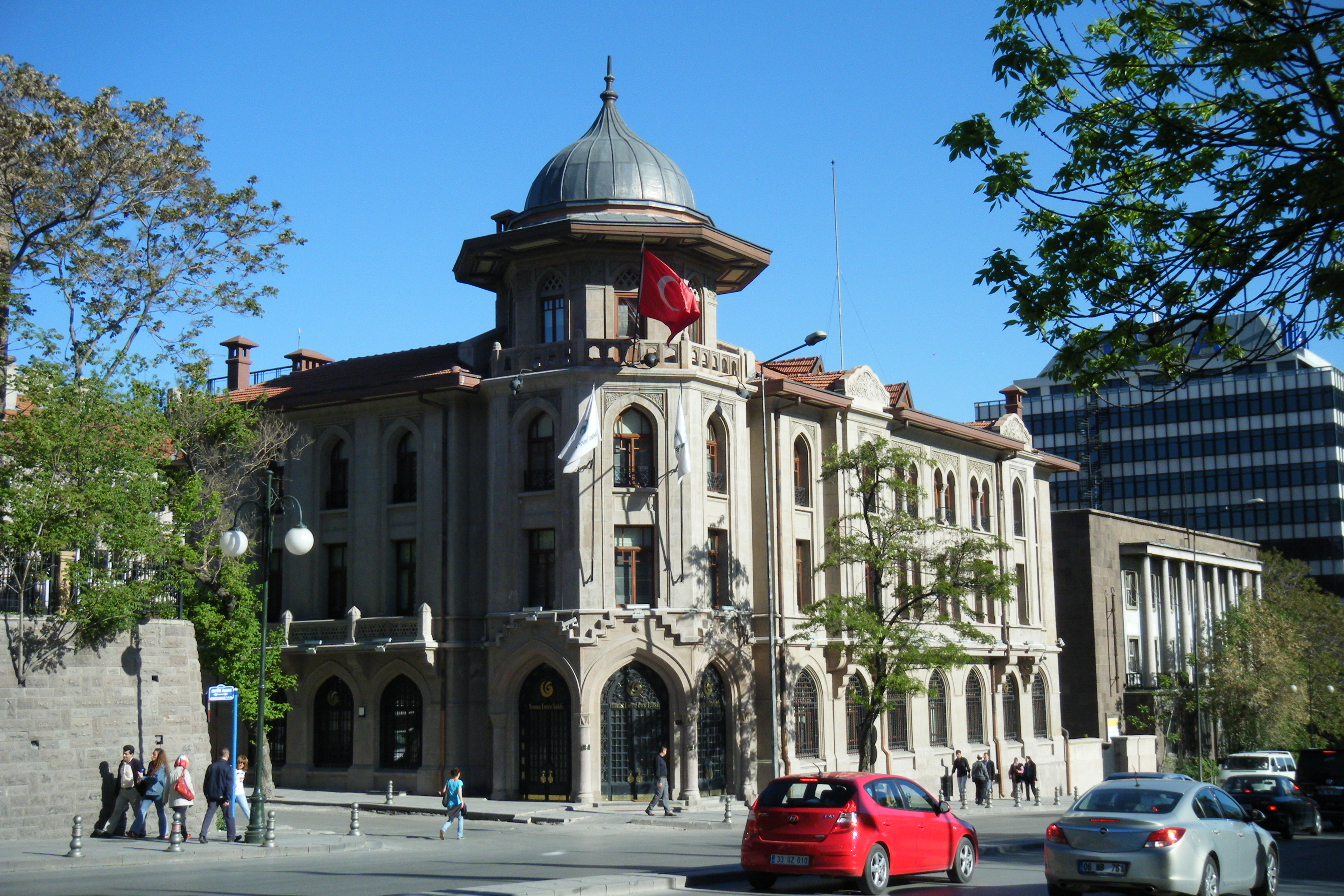
موسسه فرهنگی یونس امره در آنکارای ترکیه

نهادها و سازمان‌های نام برده شده در ذیل، به فعالیت‌های مربوط به دیپلماسی فرهنگی مشغول هستند.
- مرکز فرهنگی برزیل، برزیل
- موسسه رامون یوی، کاتالونیا
- موسسه کنفوسیوس، جمهوری خلق چین
- موسسه کارو و کوئروو، کُلُمبیا
- مراکز فرهنگی چک، جمهوری چک
- سازمان فرهنگی دانمارک، دانمارک (۱۹۴۰–)
- موسسه ملی فرهنگ اتحادیه اروپا، اتحادیه اروپا
- اتحاد فرانسه، فرانسه
- سازمان فرهنگی فرانسه، فرانسه
- موسسات فرهنگی و دانشگاهی فنلاند، فنلاند
- انستیتو گوته، آلمان
- مرکز زبان یونان، یونان
- بنیاد فرهنگی یونان، یونان
- موسسه بالاسی، مجارستان (۱۹۲۷–)
- شورای روابط فرهنگی هند، هند
- فرهنگ ایرلند، جمهوری ایرلند
- سازمان فرهنگی ایتالیا، ایتالیا
- مجمع دانته آلیگیری، ایتالیا
- گسترش صلح اممآ، ایتالیا
- آژانس یهود، اسرائیل
- بنیاد فرهنگی ژاپن، ژاپن
- انجمن دوستی کره، کره شمالی
- موسسه سنترو ریزال، فیلیپین
- انستیتو آدام میتسکیه‌ویچ، لهستان
- بنیاد فرهنگی لهستان، لهستان
- سازمان زبان و فرهنگ، پرتغال
- سازمان فرهنگی رومانی، رومانی
- بنیاد جهانی روسیه، روسیه
- مرکز فرهنگی کره، کره جنوبی
- بنیاد فرهنگی کره، کره جنوبی
- مؤسسه سروانتس، اسپانیا
- بنیاد فرهنگی سوئد، سوئد
- بنیاد اوکراینی، اوکراین
- شورای فرهنگی بریتانیا، بریتانیا (۱۹۳۴–)
- اداره امور آموزشی و فرهنگی، ایالات متحده آمریکا
- آژانس اطلاعات ایالات متحده، ایالات متحده آمریکا (۱۹۵۳–۹۹)
- موسسه یونس امره، ترکیه